# Derik

Panorama der Stadt

Derik (reichsaramäisch ܖܪܝܟܐ Dêrike, kurdisch Dêrika Çiyayê Mazî) ist eine Stadtgemeinde (Belediye) im gleichnamigen Ilçe (Landkreis) der Provinz Mardin in der türkischen Region Südostanatolien und gleichzeitig ein Stadtbezirk der 2012 gebildeten Büyükşehir belediyesi Mardin (Großstadtgemeinde/Metropolprovinz). Seit der Gebietsreform ab 2013 ist die Gemeinde flächen- und einwohnermäßig identisch mit dem Landkreis.

## Geografie
Derik liegt im Nordwesten der Provinz und grenzt extern an die Provinzen Diyarbakır im Norden und Şanlıurfa im Westen sowie intern an Mazıdağı im Osten und Kızıltepe im Süden.
Derik wurde zwischen 1390 und 1400 gegründet und wurde 1926 in den Rang einer Stadtgemeinde (Belediye) erhoben. Im größten Landkreis der Provinz/Büyükşehir befinden sich viele christliche Kirchen. Die ehemals zahlreichen christlichen Aramäer und Armenier wurden 1915 zum größten Teil ermordet oder deportiert. Heute leben in Derik Kurden und Türken.

## Verwaltung
Derik bestand schon vor Gründung der Türkischen Republik als Kreis (bzw. Kaza als Vorgänger) und hatte zur ersten Volkszählung im Oktober 1927 eine Bevölkerung von 15.111 Einw. in 106 Dörfern (auf 3.250 km² Fläche), 2.657 Einw. entfielen auf den Verwaltungssitz Direque (damalige, an das französisch angelehnte Schreibweise).
(Bis) Ende 2012 bestand der Landkreis aus der Kreisstadt sowie 70 Dörfern (Köy) in zwei Bucaks, die während der Verwaltungsreform 2013/2014 in Mahalle (Stadtviertel/Ortsteile) überführt wurden. Die acht existierenden Mahalle der Kreisstadt blieben erhalten. Durch die Herabstufung der Dörfer zu Mahalle stieg deren Anzahl auf 78. Ihnen steht ein Muhtar als oberster Beamter vor.
Ende 2020 lebten durchschnittlich 793 Menschen in jedem Mahalle, 6.578 Einw. im bevölkerungsreichsten (Kale Mah.).

## Sehenswürdigkeiten
Sehenswürdigkeiten sind die Burg Rabat (kurdisch: Qala Rebete) eine zu Zeiten der Römer auf einem Berg errichtete Burg und die Qesra Qenco, eine ca. 30 km von Derik entfernte Burg, die am Ende des 19. Jh. von der Großgrundbesitzerfamilie der Qenco errichtet wurde, dessen derzeitiger Führer Ahmet Türk ist.
Derik ist berühmt für seine Oliven. Auf rund zwei Dritteln der Stadtfläche wachsen Olivenbäume. Sogar der Name der Lokalzeitschrift „Zeytindali“ (dt.: Olivenzweig) verdeutlicht die Präsenz der Olivenkultur in Derik. Neben Oliven wachsen hier auch Granatäpfel, verschiedene Feigensorten, Aprikosen, Pfirsiche, Mandeln und viele andere Früchte.
Derik ist von allen drei Seiten von Gebirgen umgeben. Der höchste Berg ist Turcel. Diese Berge wurden aus Sicherheitsgründen, weil sie den Guerillas der PKK Unterschlupf gewährten, in den 1990er Jahren gerodet. Zurzeit läuft eine Kampagne zur Wiederaufforstung.

## Soziale Lage
Die Einwohner in Derik sind zum Großteil in der Landwirtschaft beschäftigt. Fast jede Familie hat ein Stück Land, auf dem sie für ihre eigene Versorgung Obst und Gemüse anpflanzen. Viele Familien ziehen im Sommer als Saisonarbeiter in die Ballungszentren der Schwarzmeerküste oder in die Großstädte wie Istanbul und Izmir. In den letzten Jahren ist auch der Dienstleistungssektor angewachsen.

## Persönlichkeiten
- Ahmet Türk (* 1942), Politiker
- Leyla Birlik (* 1974), Politikerin
- Sultan Kösen (* 1982), Rekordhalter als „Größter Mensch der Welt.“
- Azad Çelik (* 1987), Schauspieler
- Civar Çetin (* 1992), Fußballer